# No me hallo
No me hallo es el nombre del álbum debut de la banda de rock mexicana El Personal. Fue publicado en 1988 por Discos Caracol. 

## Información del álbum
La banda inició en junio de 1986. Este es el único álbum de estudio que graban el vocalista Julio Haro y el baterista Pedro Fernández, pues ambos fallecieron en 1992 a causa del VIH. Por un tiempo, la banda se desintegró y aunque meses después volvieron a reunirse, el impacto ya no fue el mismo, pues la ausencia de Julio y Pedro era notoria.

Nadie hubiera pensado que una banda con un concepto tan humorístico como El Personal tendría un final tan trágico, pero esta banda con su primer album supo desde la independencia crear un sonido abierto a conjugarse entre un pop amable con tendencia a reggae y aterriza la lírica del rock a un lenguaje coloquial que influenciaría a muchas bandas mexicanas en la década siguiente. 

(J.L.Mercado)

Posterior a la muerte de Julio y Pedro y una vez más reunidos, Andrés Haro publicaría en 1993 el álbum No me hallo y más bajo el sello de Ediciones Pentagrama, el cual contenía grabaciones de las presentaciones de la banda en distintos lugares. Un año después, la edición de 1988 fue publicada en formato CD por Discos Pulque Si, de Madrid, España, con los ocho temas originales.

## Lista de canciones

### Edición 1988[1]
| N.º | Título                        | Escritor(es) | Duración |  |
| 1.  | «Niño, dejese ahí»            | Julio Haro   | 4:41     |  |
| 2.  | «No te hagas»                 | Julio Haro   | 2:47     |  |
| 3.  | «Dale de comer al conejito»   | Julio Haro   | 4:22     |  |
| 4.  | «Menjurje»                    |              | 4:47     |  |
| 5.  | «La tapatía»                  | Julio Haro   | 4:09     |  |
| 6.  | «No me hallo»                 | Julio Haro   | 4:35     |  |
| 7.  | «Nosotros somos los marranos» | Julio Haro   | 5:21     |  |
| 8.  | «Broche de oro»               | Julio Haro   | 4:43     |  |

### Edición 1993[2]
| N.º | Título                                    | Escritor(es) | Duración |  |
| 9.  | «Rumba sin rumbo (en vivo)»               | Julio Haro   | 3:39     |  |
| 10. | «Centerfold blues (en vivo)»              | Julio Haro   | 4:35     |  |
| 11. | «El muso (en vivo)»                       | Julio Haro   | 4:25     |  |
| 12. | «El último camión (en vivo)»              | Julio Haro   | 4:03     |  |
| 13. | «Nosotros somos los marranos (Remix '92)» | Julio Haro   | 5:03     |  |

## Alineación[3]

### Banda
- Julio Haro: Voz, melódica y kazoo
- Alfredo Sánchez: Voz, guitarra y teclados
- Óscar Ortiz: Guitarra
- Andrés "Boy" Haro: Bajo
- Pedro Fernández: Batería

### Músicos invitados
- Alejandro López Portillo: Batería (versión 1992)
- Carlos Domínguez: Coros y xilófono
- Paco Navarrete: Percusiones
- César Maliandi: Guitarra y coros
- Carlos Sánchez: Teclados
- Charly Garza / Chuyin Barrera: Percusiones
- Jaramar Soto / Gerardo Enciso / Javier Juárez Woo: Coros

### Remix 1992
- Daniel Kitroser: Tarola y percusiones
- Juan Rafael Solórzano: Requinto
- Germán García Saavedra: Claves
- Óscar Ortiz: Guitarra y güiro
- Andrés Haro: Shekere

## Posicionamiento en listas
| Publicación    | País           | Premio                                                    | Año  | Puesto |
| -------------- | -------------- | --------------------------------------------------------- | ---- | ------ |
| Revista Switch | México         | Los 50 mejores discos de rock y pop mexicano según Switch | 2000 | 37     |
| Región Cuatro  | México         | Los 70 mejores discos del rock mexicano                   | 2011 | 7      |
| Alborde        | Estados Unidos | Los 250 álbumes más importantes del Rock Iberoamericano   | 2006 | 230    |